# Ain Bou Ali
Ain Bou Ali (en àrab آيت بو علي, Āyt Bū ʿAlī; en amazic ⵄⵉⵏ ⴱⵓ ⵄⵍⵉ) és una comuna rural de la província de Moulay Yaâcoub, a la regió de Fes-Meknès, al Marroc. Segons el cens de 2014 tenia una població total de 12.282 persones.